# Jenny from the Block
A Jenny from the Block, Jennifer Lopez első kislemeze negyedik albumáról a This Is Me... Thenről melyben közösen énekel Styles P-vel és Jadakissel.
A kislemez 2002 szeptemberében jelent meg és igazi sláger lett. Az amerikai Billboard Hot 100on a harmadik helyen debütált.

## Változatok
USA: kislemez
1. Jenny from the Block (Track Masters Remix) – 3:08
2. Jenny from the Block (Bronx Remix Edit) – 2:48
3. Jenny from the Block (Bronx Instrumental) – 3:07
4. Jenny from the Block (Rap a Cappella) – 2:58
5. Alive (Thunderpuss Radio Mix) – 4:12

Egyesült Királyság: CD 1. (673357)
1. Jenny from the Block (Bronx Remix (No Rap) Edit) – 2:59
2. Alive (Thunderpuss Radio Mix) – 4:18
3. Play (Thunderpuss Club Mix) – 8:19

Egyesült Királyság: CD 2. (673357)
1. Jenny from the Block (Track Masters Remix) – 3:09
2. Jenny from the Block (Bronx Instrumental) – 3:08
3. Love Don't Cost a Thing (HQ2 Club Vocal Mix) – 10:54

Ausztrália: kislemez (673281)
1. Jenny from the Block (Track Masters Remix) – 3:09
2. Jenny from the Block (Rap a Cappella) – 2:59
3. Jenny from the Block (Bronx Remix (No Rap) Edit) – 2:50
4. Alive (Thunderpuss Club Mix) – 8:56

## Helyezések
| Országok (2002)                | Csúcspozíció |
| ------------------------------ | ------------ |
| Belga kislemezlista (Flandria) | 7            |
| Belga kislemezlista (Vallónia) | 6            |
| Dán kislemezlista              | 3            |
| Holland kislemezlista          | 3            |
| Európai Hot 100 kislemezlista  | 4            |
| Finn kislemezlista             | 18           |
| Francia kislemezlista          | 5            |
| Ír kislemezlista               | 12           |
| Olasz kislemezlista            | 4            |
| Új-Zélandi kislemezlista       | 6            |
| Svájci kislemezlista           | 4            |
| Brit kislemezlista             | 3            |

| Országok (2002)                      | Csúcspozíció |
| ------------------------------------ | ------------ |
| U.S. Billboard Hot 100               | 3            |
| U.S. Billboard Hot R&B/Hip-Hop Songs | 22           |
| Országok (2003)                      | Csúcspozíció |
| Ausztrál kislemezlista               | 5            |
| Osztrák kislemezlista                | 7            |
| Kanadai kislemezlista                | 1            |
| Német kislemezlista                  | 7            |
| Magyar (MAHASZ) kislemezlista        | 4            |
| Norvég kislemezlista                 | 5            |
| Román kislemezlista                  | 5            |
| Svéd kislemezlista                   | 7            |

## Minősítések
| Ország        | Tanusitó | Minősítés | Értékesítés |
| ------------- | -------- | --------- | ----------- |
| Ausztrália    | ARIA     | Platina   | 70,000      |
| Belgium       | IFPI     | Arany     | 25,000      |
| Franciaország | SNEP     | Arany     | 263,000     |
| Új-Zéland     | RIANZ    | Arany     | 7,500       |
| Norvégia      | IFPI     | Platina   | 10,000      |
| Svájc         | IFPI     | Arany     | 20,000      |

## Fordítás
Ez a szócikk részben vagy egészben  a   Jenny from the Block című angol Wikipédia-szócikk fordításán alapul.  Az eredeti cikk szerkesztőit annak laptörténete sorolja fel. Ez a jelzés csupán a megfogalmazás eredetét és a szerzői jogokat jelzi, nem szolgál a cikkben szereplő információk forrásmegjelöléseként.